# 毛躄鱼
毛躄鱼（学名：Antennarius hispidus）为輻鰭魚綱鮟鱇目躄魚亞目躄鱼科躄鱼属的鱼类。分布于印度西太平洋區，從東非、模里西斯、印度、馬來西亞，北至臺灣、南迄澳洲北部海域，属于近海暖水性底层小型鱼类，棲息深度在0-90公尺，本魚頭部與身體的底色為亮黃褐色且有狹窄的暗褐色的條紋，全部鰭有暗褐色的斑點，誘餌長度超過下個背鰭鰭條有小的圓形到延長餌球，背鰭硬棘3枚，背鰭軟條13枚，臀鰭軟條7枚，體長可達20公分，棲息在泥底質或岩石、珊瑚礁區海域，卵生的，卵是黏在絲帶狀的鞘或者凝膠黏液團被稱為卵筏或卵罩，生活習性不明。